# یورگی لوئیز آلوز جوستینو
یورگی لوئیز آلوز جوستینو (به پرتغالی: Jorge Luiz Alves Justino) مدافع اهل برزیل است که در شهر ریودو ژانیرو و در تاریخ ۲۲ آوریل ۱۹۸۲ به دنیا آمده‌است.
یورگی لوئیز آلوز جوستینو در تیم‌های فوتبال Confiança سابقهٔ حضور دارد.